# Большебаїково
Большебаї́ково (рос. Большебаиково, башк. Оло Байыҡ) — присілок у складі Ішимбайського району Башкортостану, Росія. Входить до складу Байгузінської сільської ради.
Населення — 52 особи (2010; 51 в 2002).
Національний склад:
- башкири — 96%